# Rumex accessorius
Rumex accessorius är en slideväxtart som beskrevs av Karl Heinz Rechinger. Rumex accessorius ingår i släktet skräppor, och familjen slideväxter. Inga underarter finns listade i Catalogue of Life.